# Супетар
Супетар (хорв. Supetar, італ. San Pietro della Brazza) — місто в Хорватії, розташоване на північному узбережжі острова Брач, найважливіший для сполучення острова з материковою Хорватією поромний порт. Центр однойменної громади, що входить до Сплітсько-Далматинської жупанії. Офіційний центр острова з 1827 р.
При населенні в 3213 осіб, Супетар — це найбільше місто острова, його економічне, культурне і туристичне осереддя, в якому проживає п'ята частина острів'ян, адже місто розростається найшвидшими темпами, будуючи щороку десятки квартир. Офіційною мовою є хорватська, однак більшість жителів говорять також англійською, італійською та німецькою мовами.

## Історія
Старий Супетар було розташовано на невеликому півострові, де в наш час[коли?] кладовище. Поселення запустіло на початку християнської ери. У пізньому середньовіччі навколо бухти названої на честь святого Петра виникло нове поселення, яке взяло свою назву від бухти. Таким чином, назва походить від скороченого хорватського ймення святого Sv. Petar (Sv.= Sveti, тобто Святий Петро), яку латиномовне населення міста за законами латинської мови вимовляло як «Су Петар». Вперше назва «Супетар» згадується 1423 року.
Нинішній Супетар засновано в XVI столітті, коли жителі віддаленого на 8 км вглиб острова населеного пункту Нережища (хорв. Nerežišča), почали використовувати Супетар як свою гавань. Головний період розвитку міста припав на XVIII-XIX сторіччя, коли Супетар перебрав на себе від Нережіща функції адміністративного центру острова Брач.

## Населення
Населення громади за даними перепису 2011 року становило 4074 осіб. Населення самого міста становило 3213 осіб.
Динаміка чисельності населення громади:
Динаміка чисельності населення міста:

## Населені пункти
Крім міста Супетар, до громади також входять: 
- Мирця
- Сплитська
- Шкрип

## Клімат
Середня річна температура становить 16,11°C, середня максимальна – 29,07°C, а середня мінімальна – 3,68°C. Середня річна кількість опадів – 780 мм.
| Клімат міста                                  | Клімат міста | Клімат міста | Клімат міста | Клімат міста | Клімат міста | Клімат міста | Клімат міста | Клімат міста | Клімат міста | Клімат міста | Клімат міста | Клімат міста | Клімат міста |
| Показник                                      | Січ.         | Лют.         | Бер.         | Квіт.        | Трав.        | Черв.        | Лип.         | Серп.        | Вер.         | Жовт.        | Лист.        | Груд.        |              |
| Середній максимум, °C                         | 12,07        | 12,27        | 14,80        | 18,20        | 23,23        | 27,12        | 29,07        | 28,92        | 24,35        | 19,98        | 15,32        | 12,03        |              |
| Середня температура, °C                       | 7,88         | 8,08         | 10,62        | 14,02        | 19,03        | 22,92        | 25,92        | 25,77        | 21,18        | 16,83        | 12,18        | 8,90         |              |
| Середній мінімум, °C                          | 3,68         | 3,90         | 6,43         | 9,82         | 14,85        | 18,72        | 22,80        | 22,62        | 18,03        | 13,68        | 9,03         | 5,75         |              |
| Норма опадів, мм                              | 73           | 60           | 67           | 64           | 54           | 44           | 30           | 46           | 66           | 84           | 102          | 90           |              |
| Середньомісячна швидкість вітру, м/с          | 3.30         | 3.52         | 3.67         | 3.33         | 2.92         | 2.70         | 2.77         | 2.58         | 2.87         | 3.00         | 3.72         | 3.65         |              |
| Середньомісячна сонячна радіація, кДж/м²·день | 5591         | 8334         | 12016        | 16617        | 20628        | 23426        | 25088        | 21958        | 16258        | 10586        | 6046         | 4726         |              |
| --------------------------------------------- | ------------ | ------------ | ------------ | ------------ | ------------ | ------------ | ------------ | ------------ | ------------ | ------------ | ------------ | ------------ | ------------ |
| Джерело:                                      |              |              |              |              |              |              |              |              |              |              |              |              |              |

## Економіка
Визначальною галуззю економіки міста є туризм. Супетар має велику кількість готелів і приватних апартаментів.

## Сполучення
Місто розташовано за 45 хвилин плавання поромом судноплавної компанії «Ядролінія» з материкового порту Спліт, розміщеного навпроти Супетара через протоку Брацький канал.

## Пам'ятки

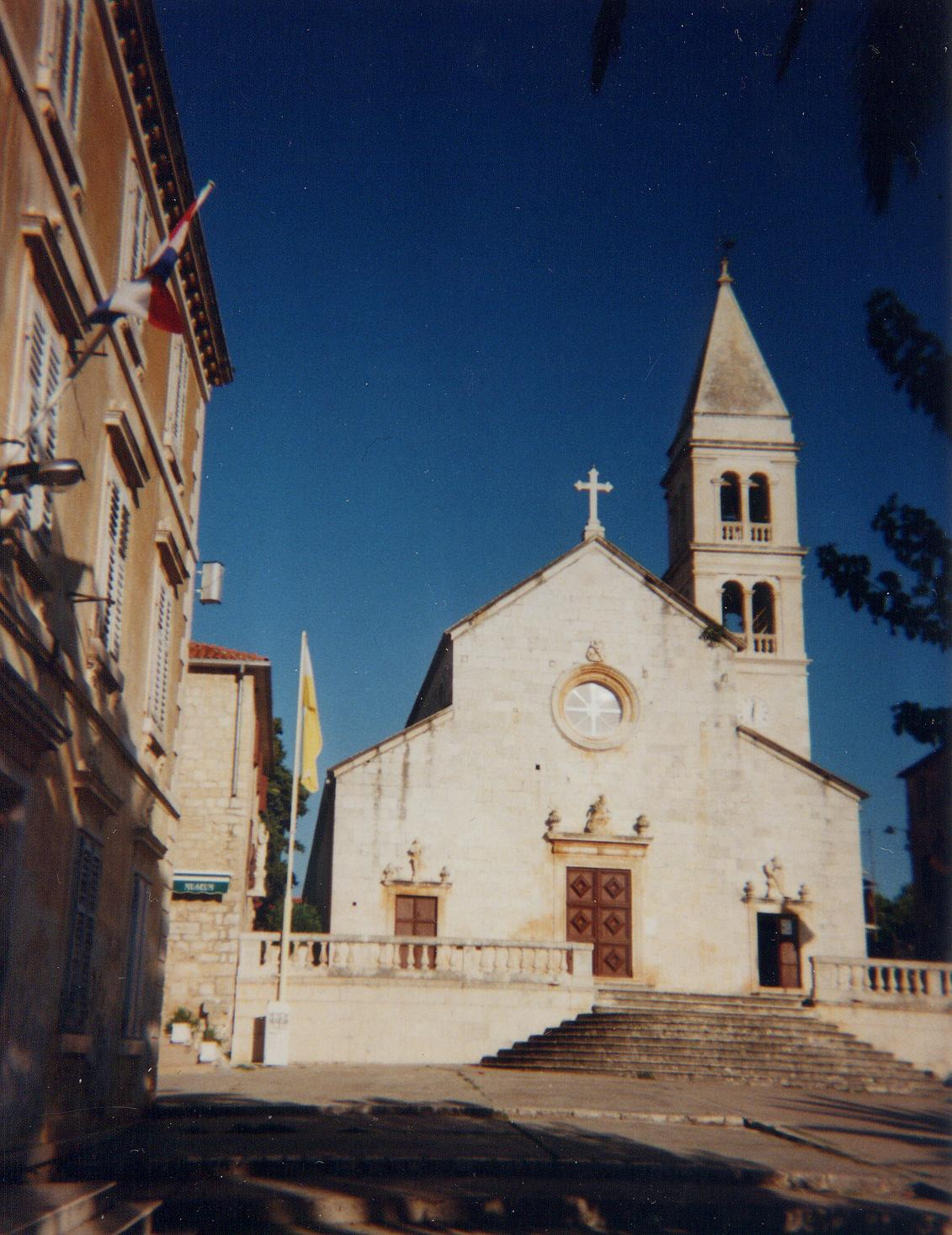
Парафіяльна церква, неподалік від порту. Ліворуч від храму — музей міста

Парафіяльна церква Св. Петра стоїть на місці старої каплиці, яку було відновлено в 1773 році в бароковому архітектурному стилі. У той час вона також дістала новий бічний приділ та дзвіницю. В 1887 році її було розширено. У церкві зберігаються картини місцевого художника Фелікса Тіроні з другої половини XVIII століття і барокова вівтарна картина невідомого венеційського митця XVIII сторіччя.
У старій частині церкви є декілька надгробків з написами хорватською мовою, а біля входу до церкви можна побачити дві великі заголовні готичні букви. Зліва від будівлі церкви є сонячний годинник, а під ним саркофаг з викарбуваною датою 1774. У класах недільної школи містяться картини венеційської доби (XVI і XVII ст.) Криниця, прикрашена рельєфами, це робота Йоганнеса Маццоніуса з 1734 р.
На Супетарському кладовищі поряд з каплицею Св. Миколи Чудотворця є два старі християнські саркофаги і кілька надгробків роботи Івана Рендича з Супетарського (1849-1932) та мавзолей сім'ї Петринович з портретами і скульптурами скульптора Томи Росандича (1878-1958).

## Спорт
- Клуб водного поло «Супетар»
- Футбольний клуб «Ядран»
- Клуб з спортивної і підводної риболовлі «Арбун»
- Клуб бочче (традиційний середземноморський спорт) «Супетар»
- Карате-клуб «Брач»
- Вітрильний клуб «Супетар»

## Освіта
- Початкова школа «Супетар»
- Середня школа «Брач»

## Медіа
- Радіо Брач — приватна радіостанція, розташована в Супетарі, яка транслює свої програми з 1987 року, коли була заснована як перша радіостанція в Югославії за межами тодішньої Югославської телерадіосистеми.

## Відомі особи
- Іван Рендич (1849-1932) — хорватський скульптор, родом з міста Імотський, який 11 років свого життя провів у Супетарі.

## Супетар у новинах
Щоденна газета Slobodna Dalmacija нещодавно повідомила, що в МакКінні (Техас, США) зводиться житловий комплекс під назвою Adriatica як часткова точна копія Супетара .

## Галерея

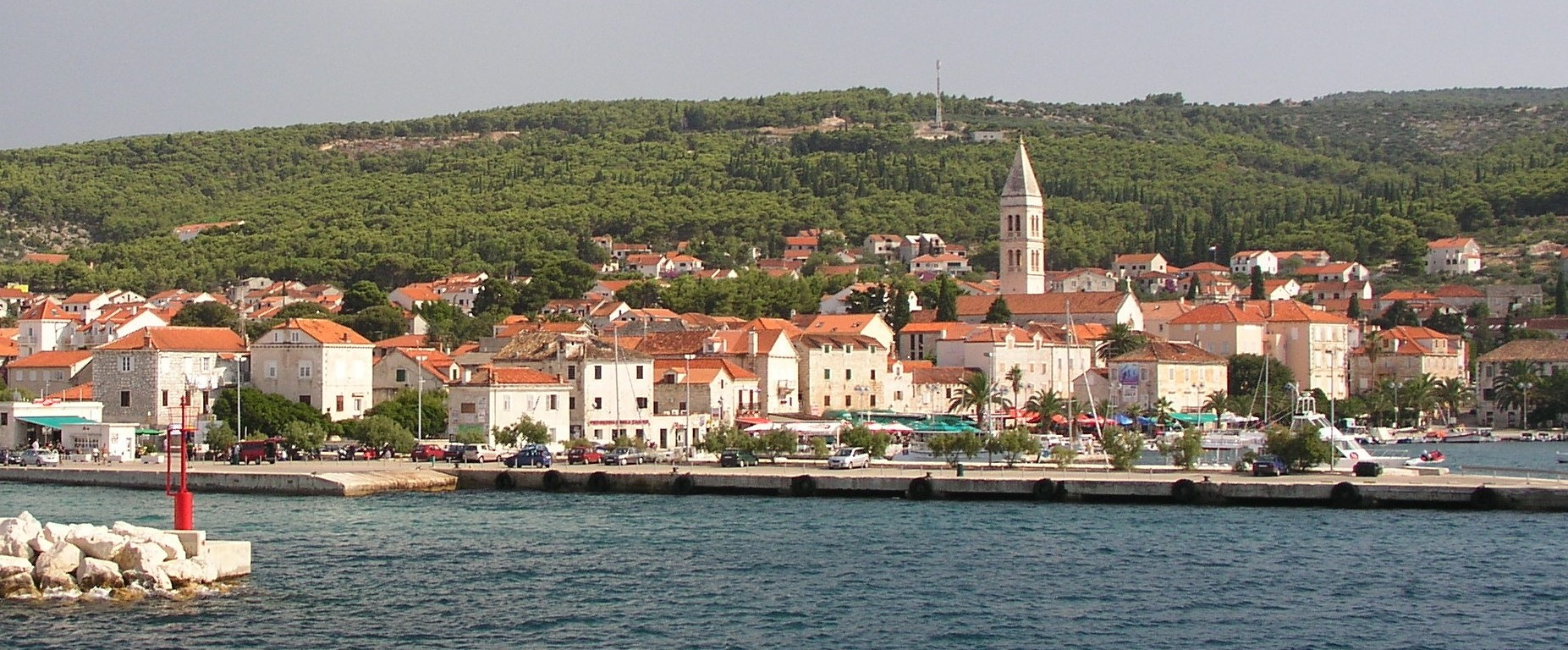
Панорама Супетара

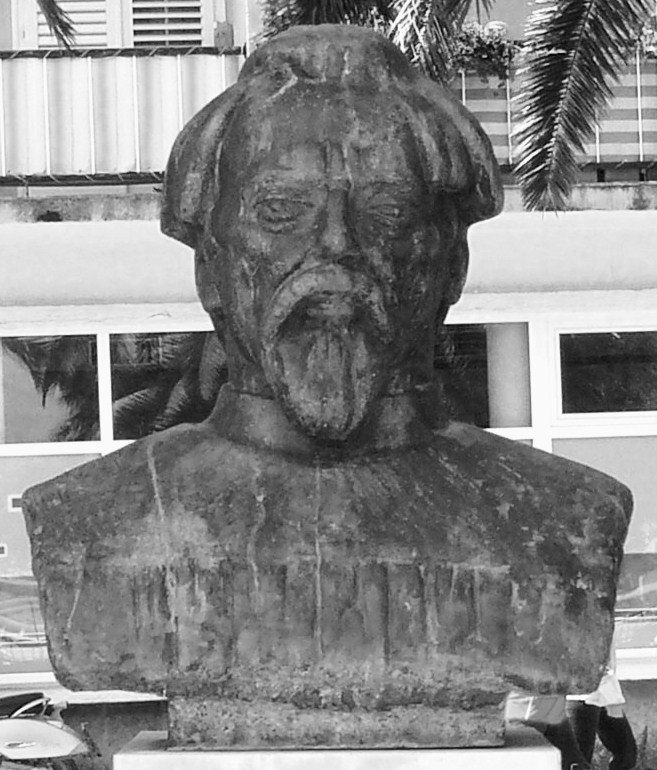
Бюст Івану Рендичу в Супетарі
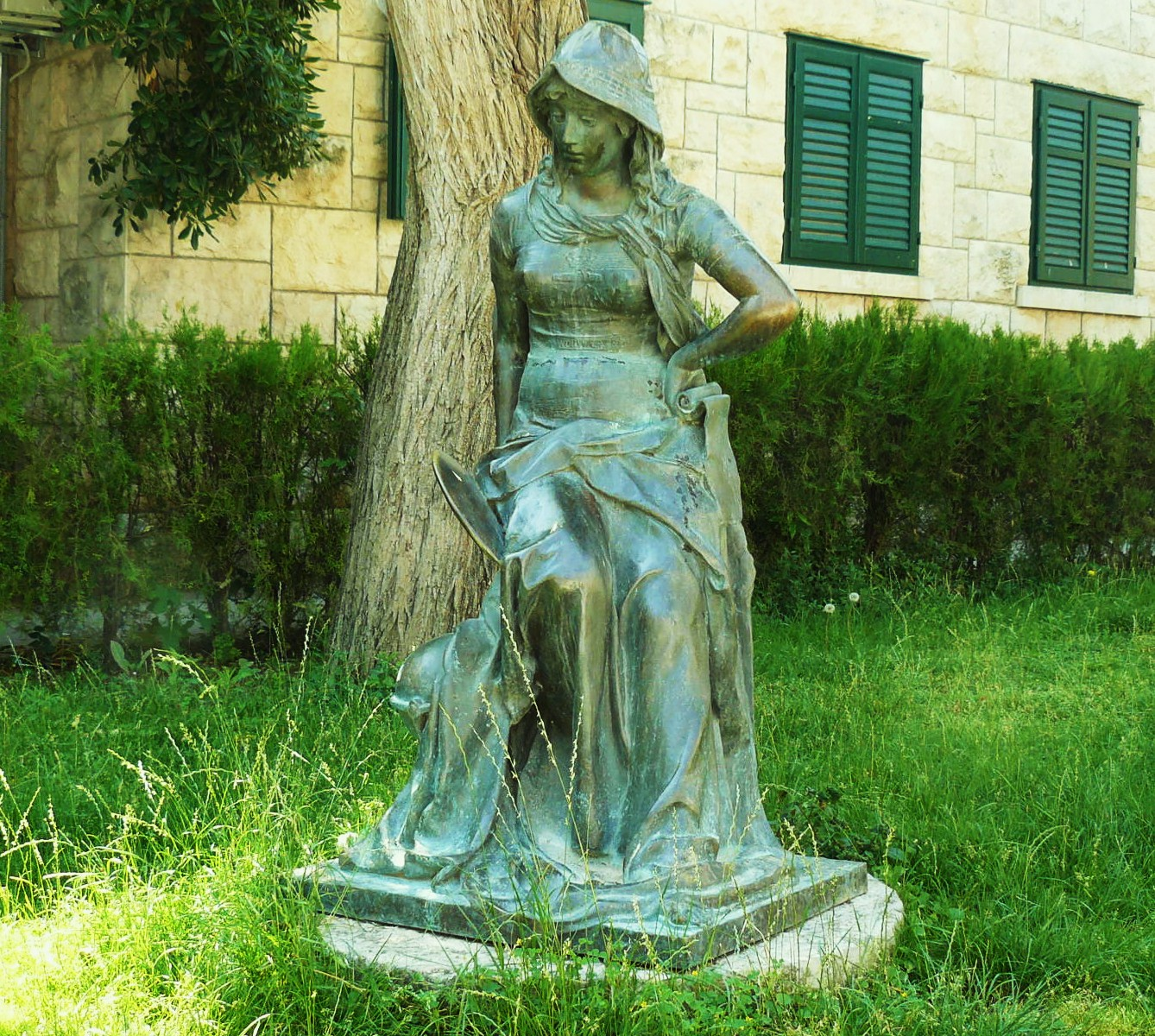
Скульптура І.Рендича «Алегорія мудрості»
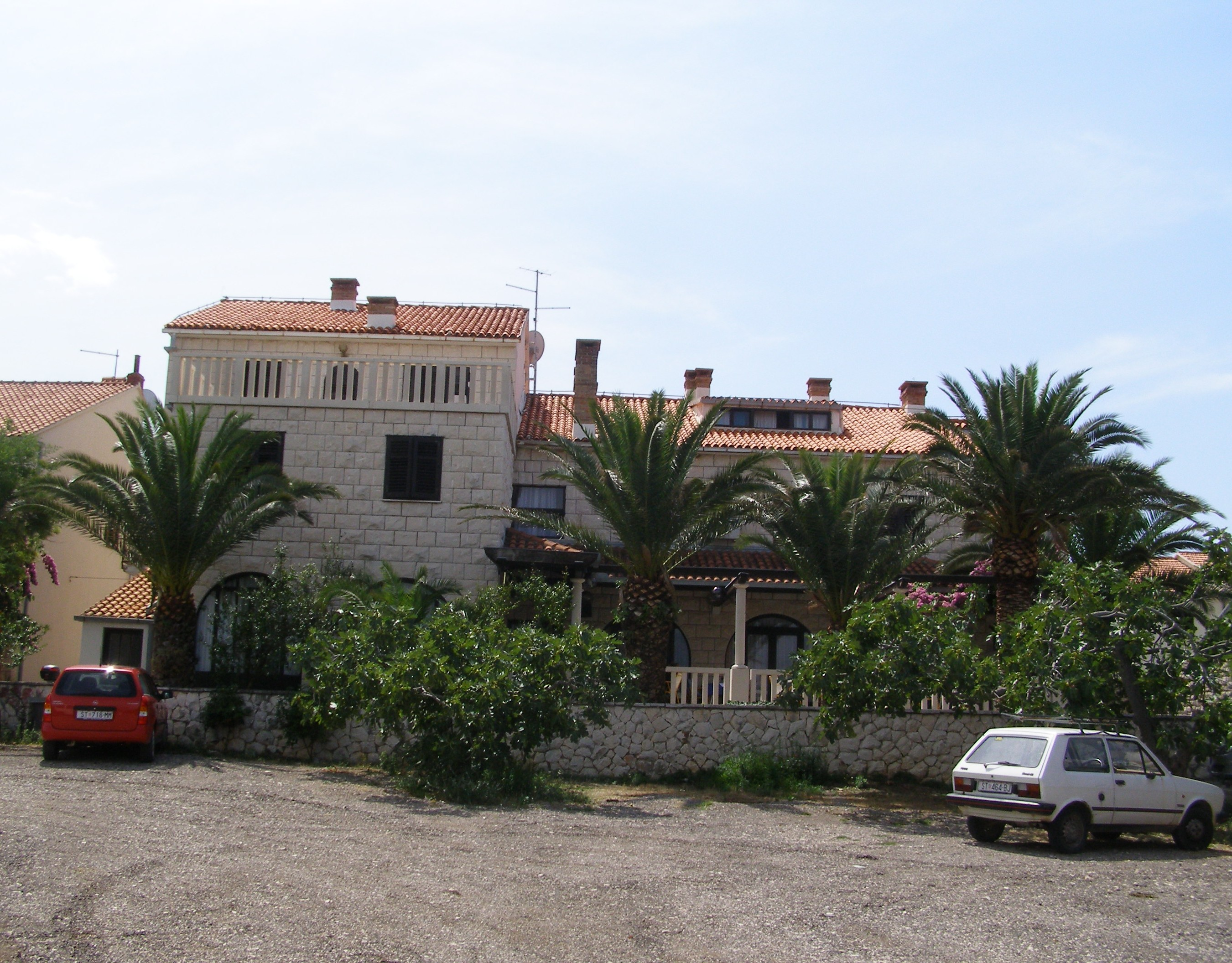
Житловий будинок у Супетарі
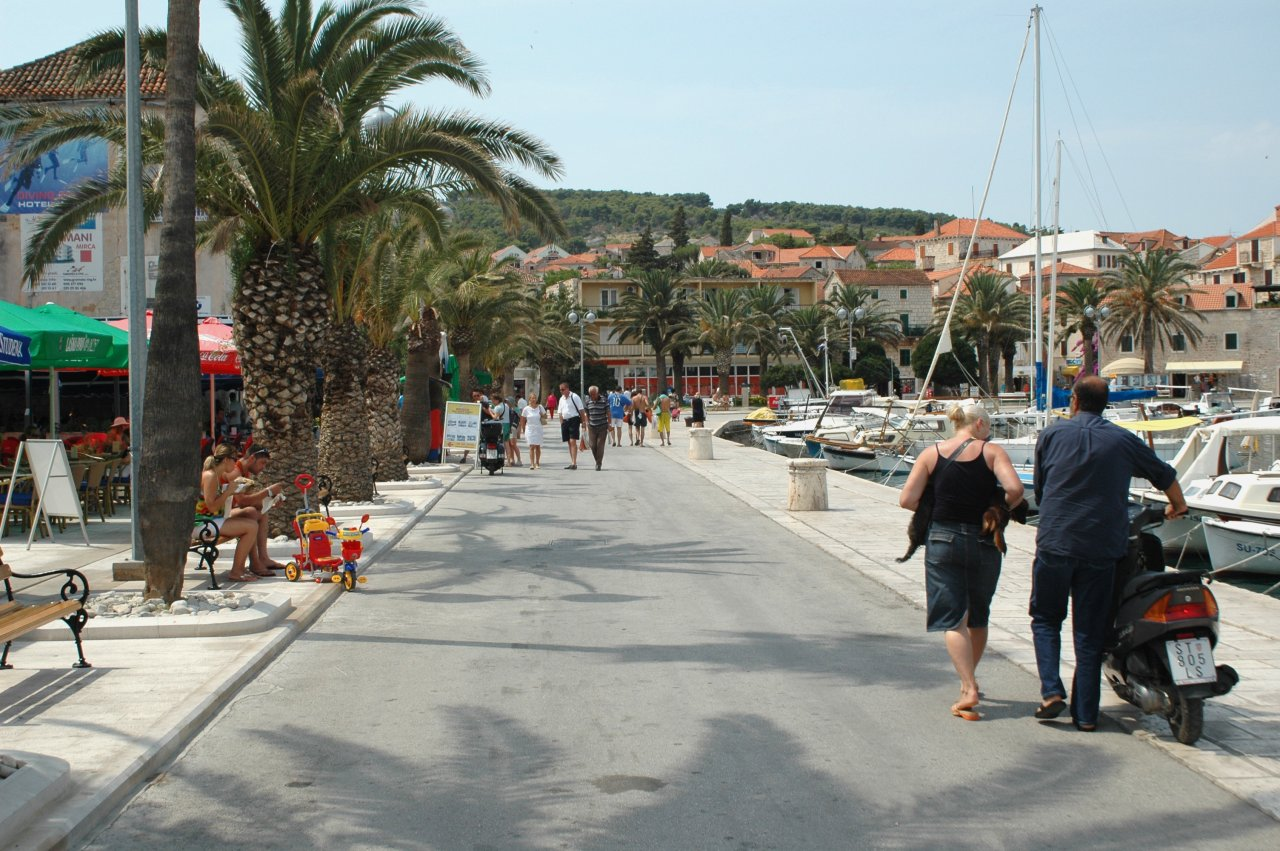
Набережна міста
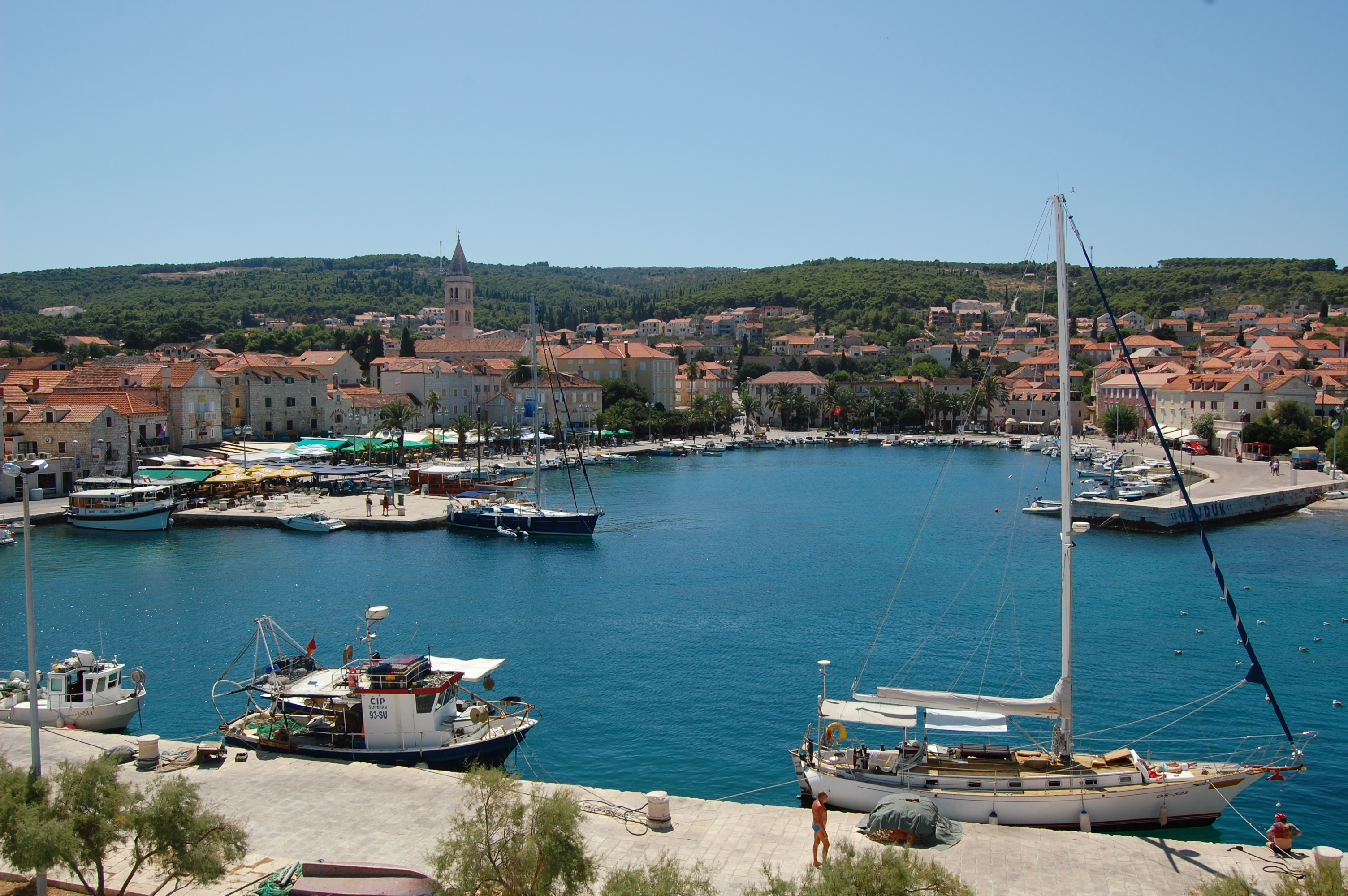
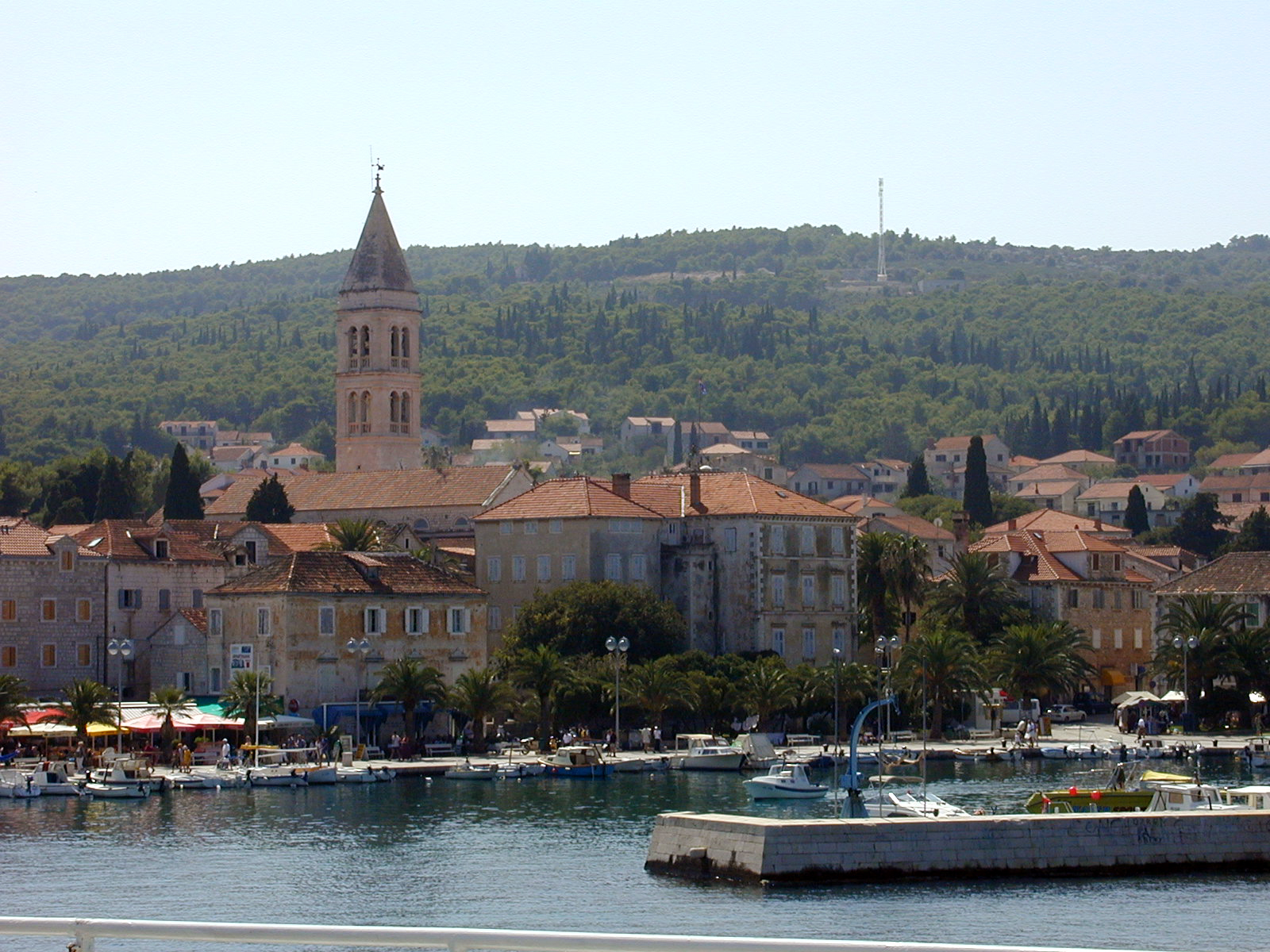
Міський
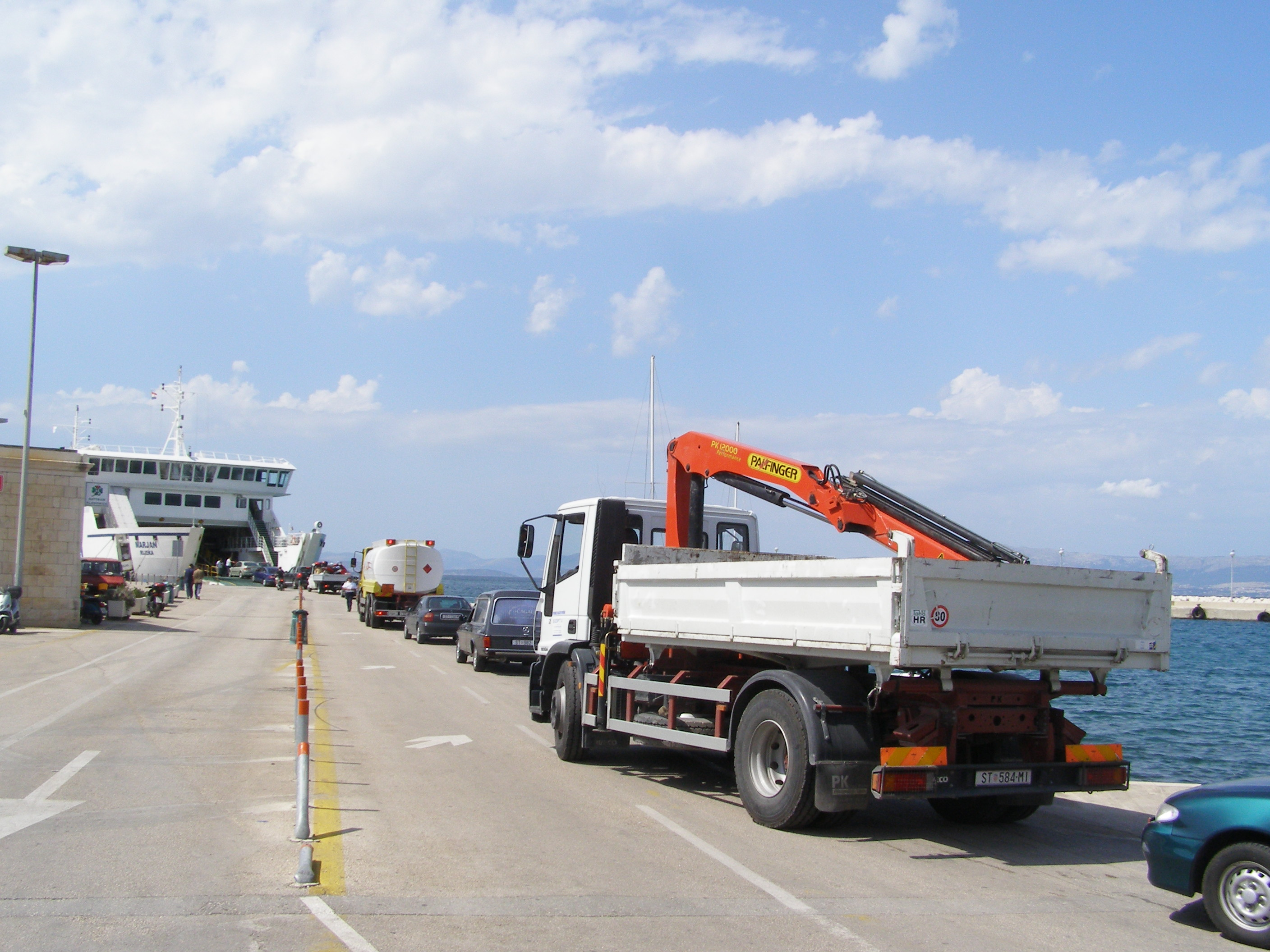
порт
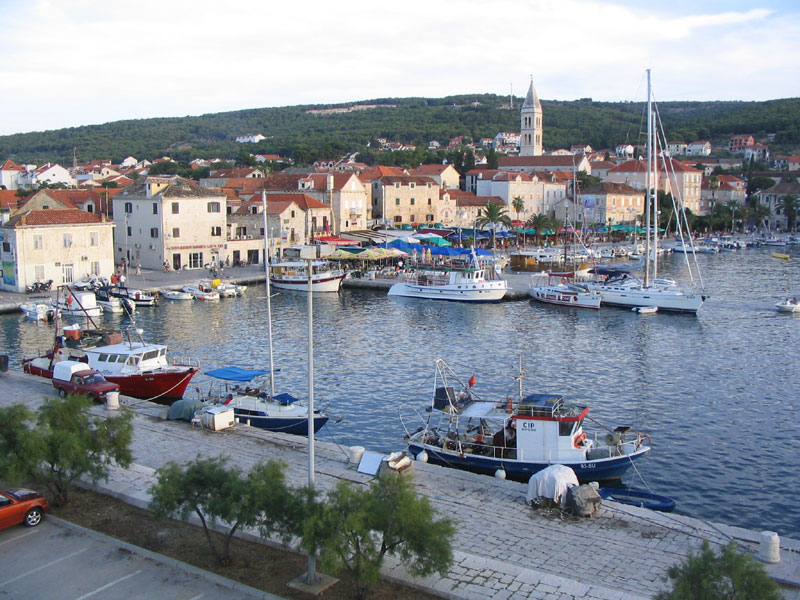
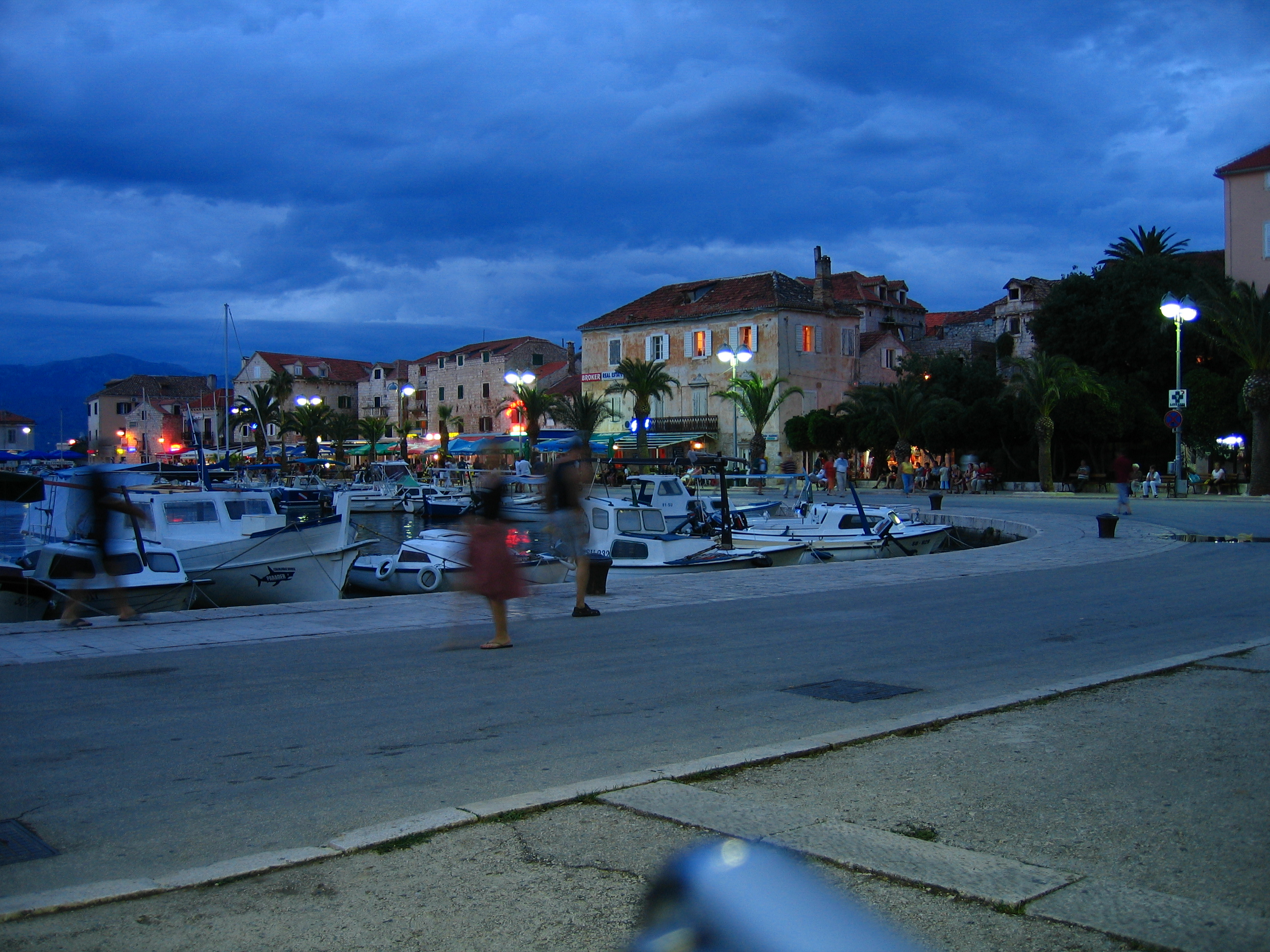
Пристань Супетара в сутінках
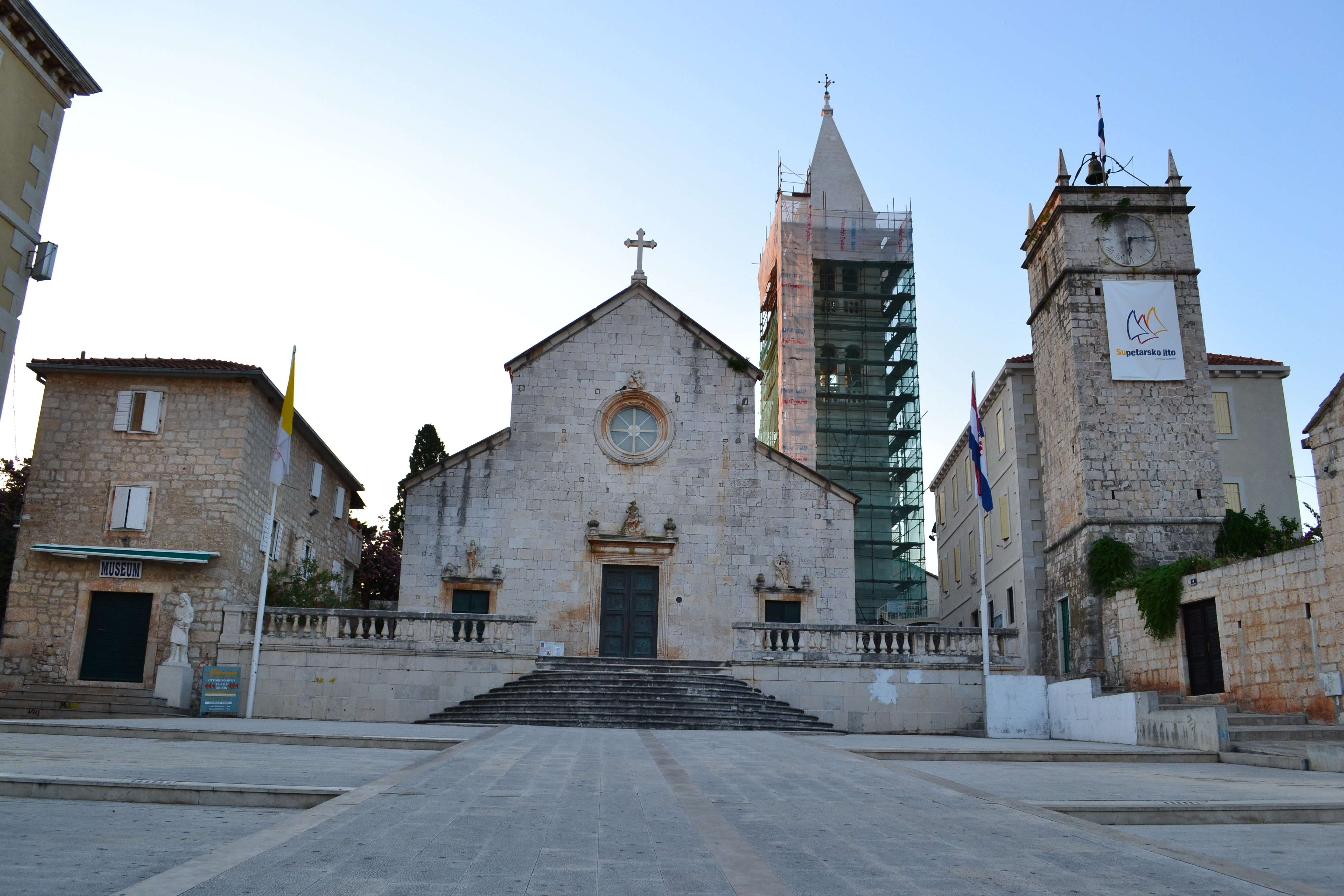
Парафіяльна церква з дзвіницею, ліворуч — музей, праворуч — міська вежа.